# Heyuannia huangi
A Heyuannia huangi a hüllők (Reptilia) osztályának dinoszauruszok csoportjába, ezen belül a hüllőmedencéjűek (Saurischia) rendjébe, a Theropoda alrendjébe és az Oviraptoridae családjába tartozó faj.
Nemének a típusfaja.

## Tudnivalók
Ezt a dinoszauruszt 2002-ben Lü Junchang kínai őslénykutató írta le, illetve nevezte meg. A Heyuannia nevet a Heyuan nevű városról kapta, amelynek közelében megtalálták maradványait; míg a fajneve a huangi, a Heyuan Museum igazgatójának, Huang Dongról tiszteletére kapta. A HYMV1-1 raktárszámú holotípust Kuangtung tartományban, a Huangsha melletti Dalangshan-formációban fedezték fel; ez egy részleges csontvázból és egy koponyából tevődik össze. A holotípuson kívül, ebből a dinoszaurusfajból még hat másik csontváz is előkerült; ezek lettek a paratípusok. A biztosan Heyuannia huangi-ként meghatározott csontvázak mellett egyéb csontok is felszínre kerültek, viszont ezekről még nem lehet pontosan tudni, ha ehhez a fajhoz vagy más dinoszauruszokhoz tartoznak-e; egyes maradványok a ivarszervekre emlékeztető részeket is mutatnak. Ugyanitt több ezer tojás is volt, az is meglehet, hogy ezek között Heyuannia huangi által tojtak is vannak.
Ez a dinoszaurusz Kelet-Ázsiában fordult elő, mintegy 70-66 millió évvel ezelőtt, a késő kréta korszakban. 2010-ben, Gregory Scott Paul amerikai kutató 1,5 méter hosszúra és 20 kilogramm tömegűre becsülte az állatot. Az állat koponyája fogatlan, tompa pofában végződött. A karjai, azaz a mellső lábai és az ujjai nagyon rövidek voltak.

## Fordítás
Ez a szócikk részben vagy egészben  a   Heyuannia című angol Wikipédia-szócikk ezen változatának fordításán alapul.  Az eredeti cikk szerkesztőit annak laptörténete sorolja fel. Ez a jelzés csupán a megfogalmazás eredetét és a szerzői jogokat jelzi, nem szolgál a cikkben szereplő információk forrásmegjelöléseként.